# Класифікація фітоценозів екологічна
Класифікація фітоценозів екологічна — розбиття або об'єднання рослинності в фітоценони, яким притаманні істотні відмінності за умовами місцеперебування. Екологічна класифікація фітоценозів може бути як ієрархічною, так і неієрархічною. Критеріями класифікації можуть бути як безпосередньо ознаки середовища, так і їх відображення у структурі спільноти (класифікація фітоценозів фізіономічна) або у флористичній композиції (класифікація фітоценозів флористична).